# Gornji Lug
Gornji Lug (en cyrillique : Горњи Луг) est un village de Bosnie-Herzégovine. Il est situé dans la municipalité de Žepče, dans le canton de Zenica-Doboj et dans la fédération de Bosnie-et-Herzégovine. Selon les premiers résultats du recensement bosnien de 2013, il compte 635 habitants.

## Géographie
Le village est situé au bord de la rivière Fojnica.

## Démographie

### Évolution historique de la population dans la localité
| 1948 | 1953 | 1961 | 1971 | 1981 | 1991 | 2013 |
| ---- | ---- | ---- | ---- | ---- | ---- | ---- |
| -    | -    | 160  | 275  | 534  | 509  | 635  |

|  |

### Communauté locale
En 1991, Gornji Lug faisait partie de la communauté locale de Lug qui comptait 1 560 habitants, répartis de la manière suivante :